# Puits à six seaux (Bœrsch)
Pour les articles homonymes, voir Puits à six seaux.
Le puits à six seaux est un monument historique situé à Bœrsch, dans le département français du Bas-Rhin.

## Localisation
Ce bâtiment est situé place de l'Hôtel-de-Ville à Bœrsch.

## Historique
L'édifice fait l'objet d'un classement au titre des monuments historiques depuis 1900.

## Architecture

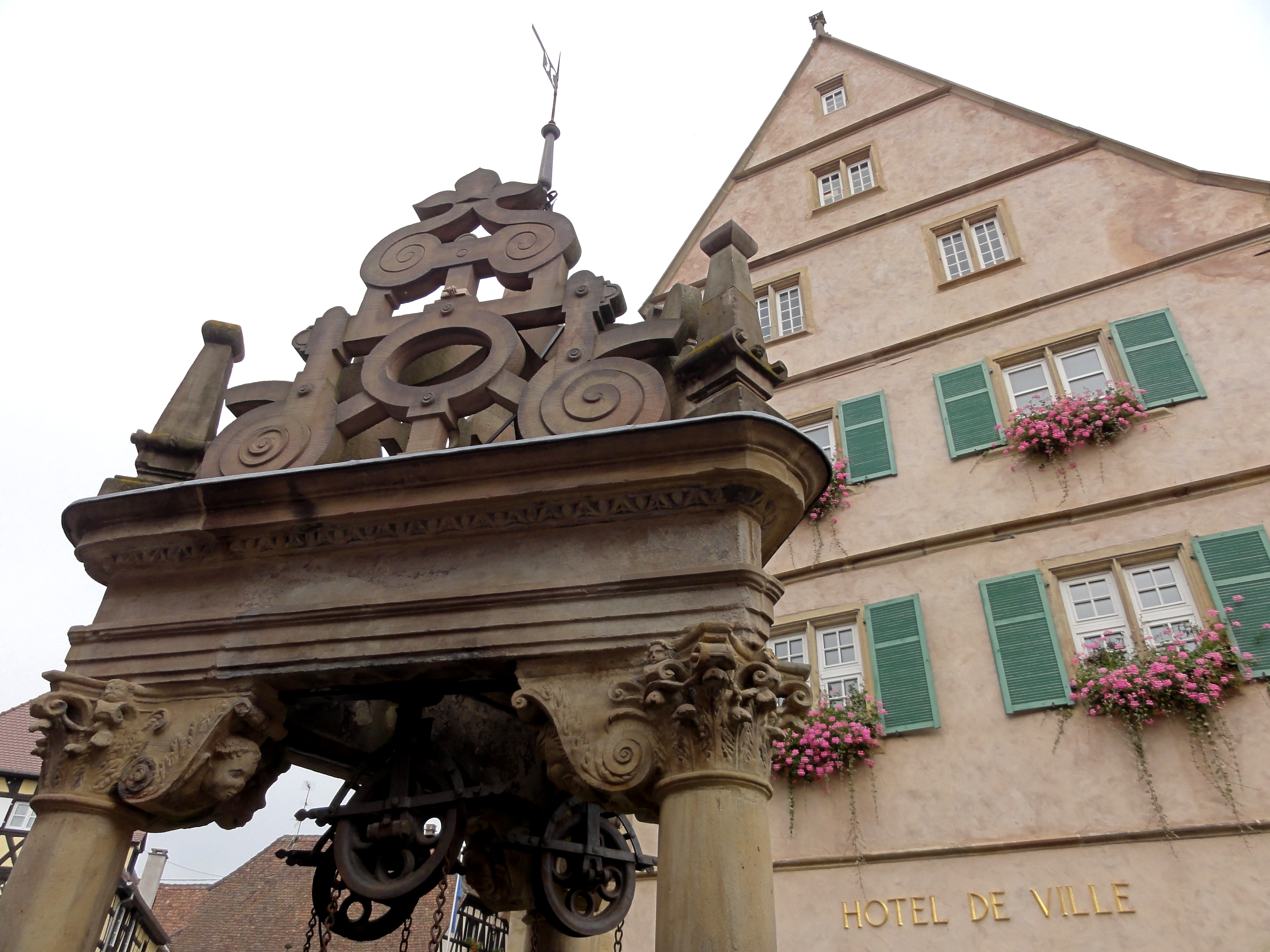
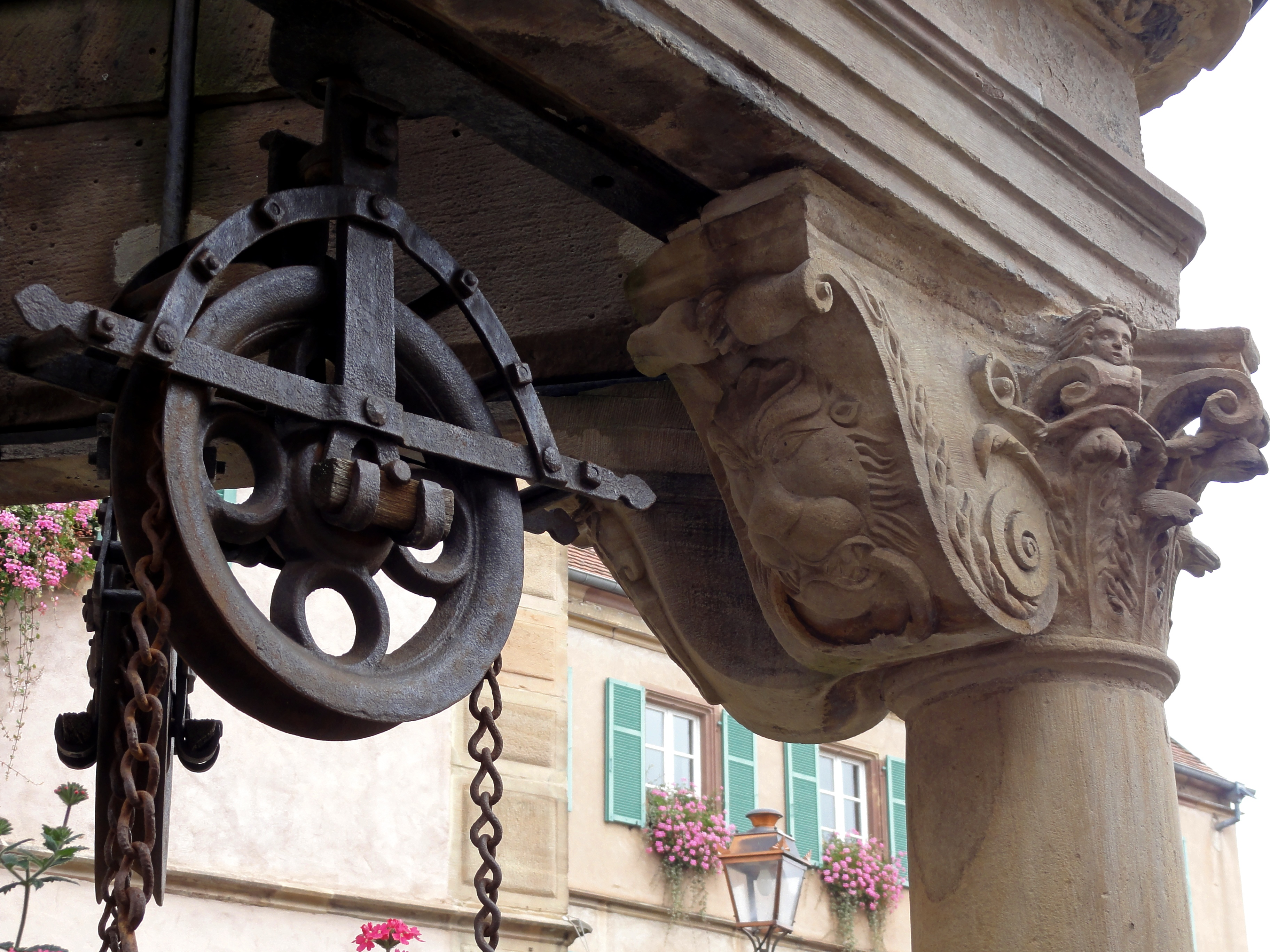
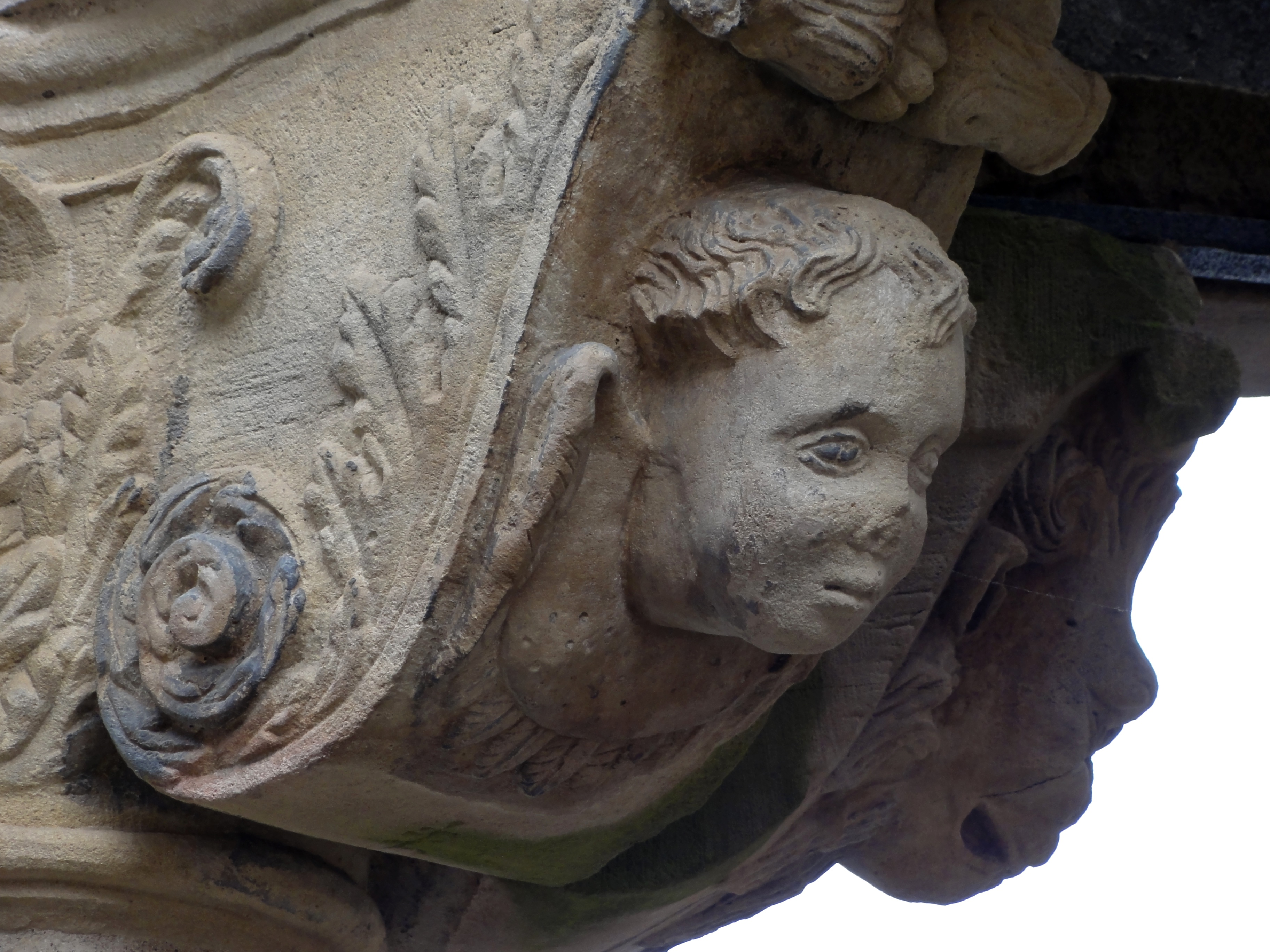
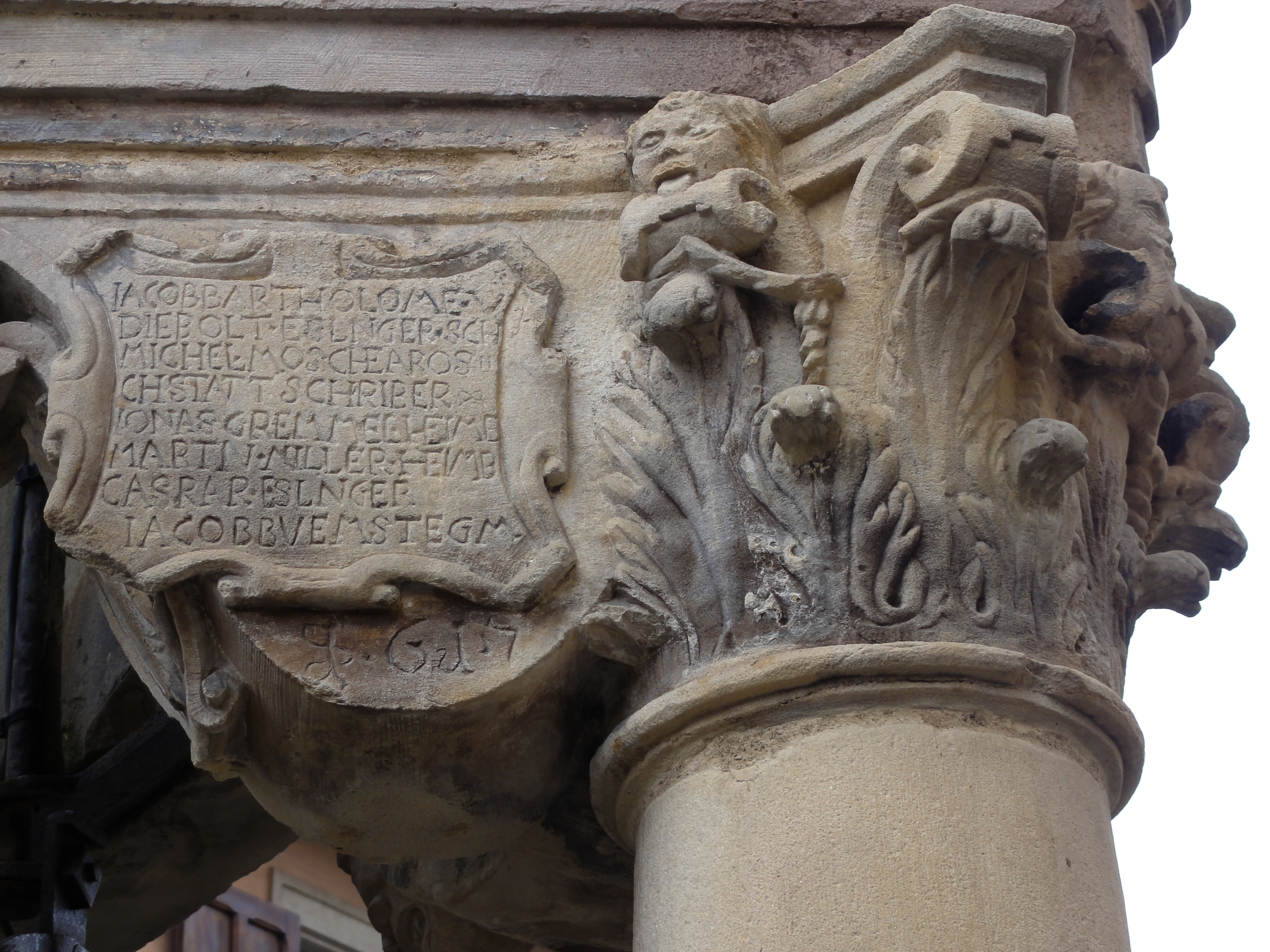
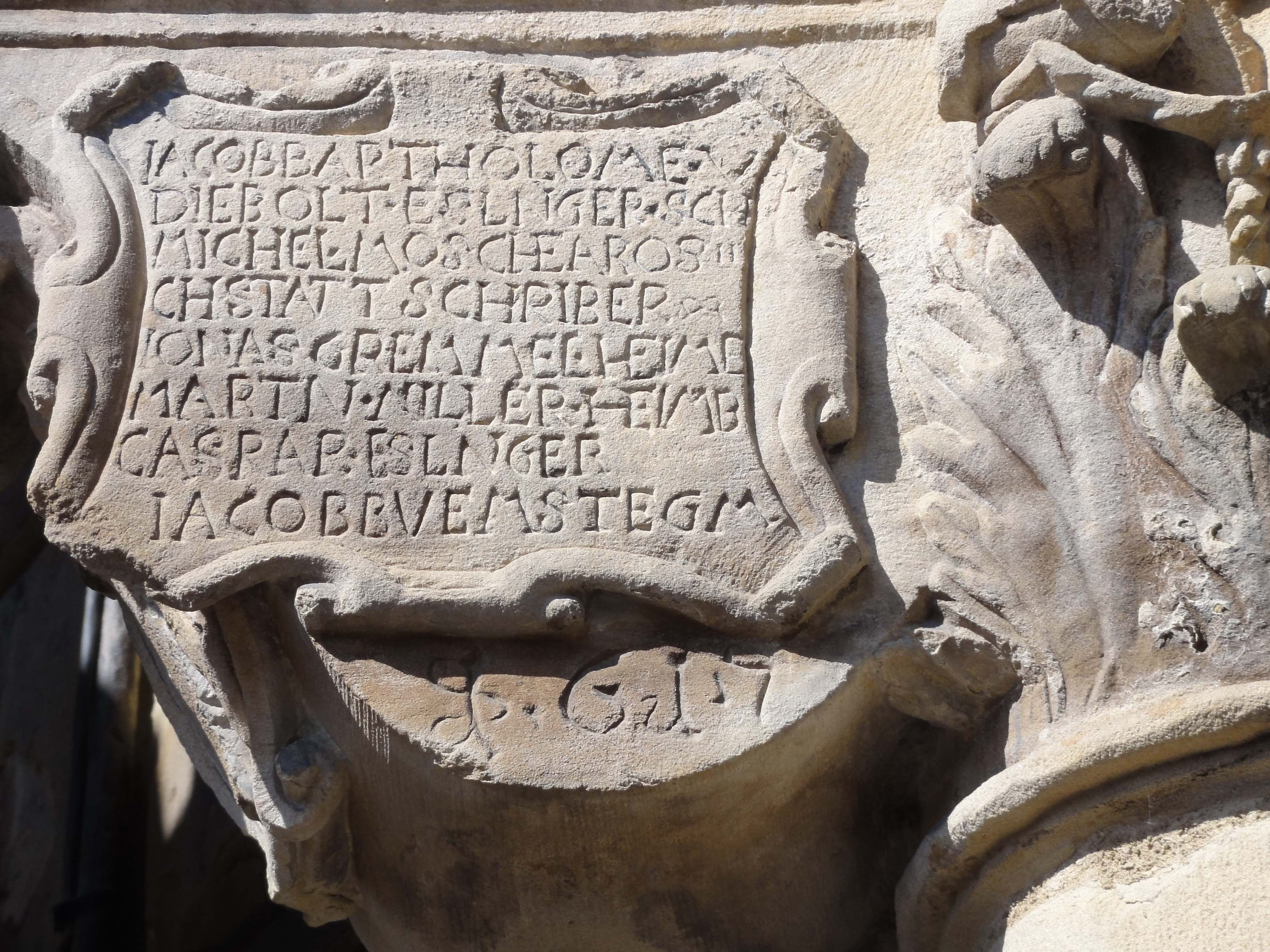